# Kenner Products

Logo

Kenner Products was een speelgoedfabrikant die in 1947 werd opgericht door de gebroeders Albert, Philip en Joseph Steiner in de Amerikaanse stad Cincinnati. Het bedrijf ontleent zijn naam aan Kenner Street, de straat waar het eerste kantoor gevestigd was.
Kenner Products was een van de eerste bedrijven die gebruikmaakten van televisie en film om speelgoed aan de man te brengen.

## Geschiedenis

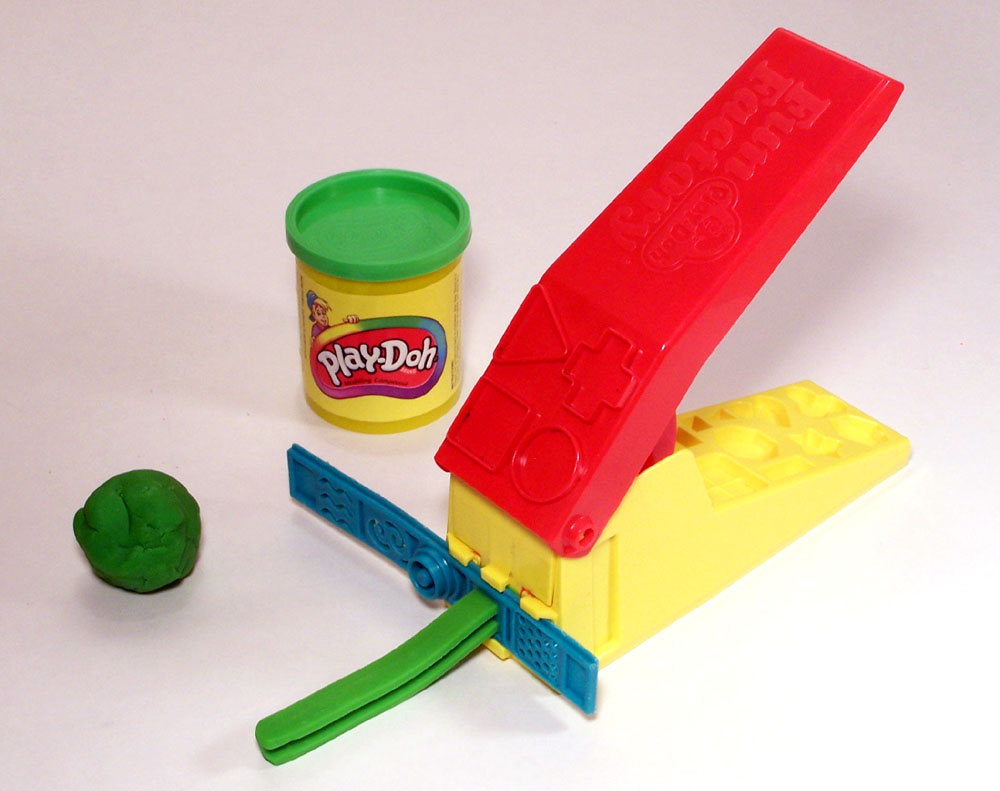
Play-Doh

In het jaar 1967 werd het bedrijf overgenomen door General Mills, dat een jaar later eveneens Parker Brothers overnam. In 1970 werd General Mills' afdeling Rainbow Crafts samengevoegd met Kenner Products. Aangezien de voormalige Rainbow Crafts Company de fabrikant was van Play-Doh, werd dit bekende kinderboetseerklei onderdeel van de Kenner-speelgoedlijn.
In 1977 verkreeg Kenner Products de rechten om actiefiguren en ander speelgoed gebaseerd op de Star Wars-films uit 1977, 1980 en 1983 te produceren. In zes jaar werden er meer dan 300 miljoen Star Warsproducten verkocht.
In de jaren 80 produceerde Kenner Products meerdere aan tekenfilmseries en strips gerelateerde speelgoedlijnen, zoals M.A.S.K., De Troetelbeertjes, The Real Ghostbusters en Super Powers Collection, gebaseerd op de superhelden van DC Comics.
In 1985 voegde General Mills de speelgoedafdelingen Kenner en Parker samen tot Kenner Parker Toys, Inc. In oktober 1987 werd Kenner Parker Toys, Inc. overgenomen door het bedrijf Tonka dat in het jaar 1988 weer opsplitste in twee afdelingen.
Tonka werd op zijn beurt in 1991 overgenomen door speelgoedfabrikant Hasbro. Kenner produceerde begin jaren 90 goedlopende speelgoedlijnen gebaseerd op Batman, Steven Spielbergs speelfilm Jurassic Park en de drie nieuwe Star Wars-films. Hasbro sloot de deuren van de Kenner-kantoren in 2000 en Kenners speelgoedlijnen werden opgenomen in die van Hasbro. Daarmee kwam na 53 jaar een eind aan het bedrijf.
Abrex ·
Action ·
Agat ·
AHC Models ·
Amalgam ·
AWM ·
Apek ·
Artitec ·
Aurometal ·
Autoart ·
B-A-C ·
Bandai ·
Barlux ·
Best box ·
Bburago ·
BGM ·
Biante ·
Blue Box ·
Brami ·
Brekina ·
Britains ·
Buby ·
Budgie ·
Bymo ·
Cararama ·
Carex ·
Carisma ·
Carson ·
Charbens ·
Champion ·
CM's ·
Compact Specials Europe ·
Conrad ·
Corgi ·
Darda ·
DeAgostini ·
De Backer ·
Diamond Label ·
Dinky Toys ·
Doorkey ·
Edocar ·
Efsi ·
Eko ·
Elekon ·
Eligor ·
Ellas ·
ERTL ·
Espewe ·
Estetyka ·
Exoto ·
Faller ·
Galgo ·
Gama ·
Gasquy ·
Gisima ·
GMP ·
Greenlight ·
Grell ·
Guiloy ·
Guisval ·
Hasegawa ·
Herpa ·
Highspeed ·
Holland Oto ·
Hongwell ·
Hot Wheels ·
Husky ·
Igra ·
Italeri ·
J.M.K. ·
Jada Toys ·
Joal ·
Johnny Lightning ·
Jouef ·
Joy city ·
Kaden ·
KEES ·
Kenner ·
Kentoys ·
Konami ·
KOVAP ·
Kyosho ·
LEGO ·
Lesney ·
Limocars ·
Lion Toys ·
Lledo ·
Lone Star ·
Maisto ·
Majorette ·
Märklin ·
Marx ·
Matchbox ·
Mebetoys ·
Mercury ·
Metchy ·
Miho ·
Miniauto ·
MiniChamps ·
Mira ·
Monogram ·
Monti System ·
Morestone ·
MotorMax ·
Muky ·
Neo Scale Models ·
New Ray ·
Norev ·
Norscot ·
Novoexport ·
NZG ·
Onyx ·
Oxford Diecast ·
Permot ·
Pilen ·
Pioneer ·
Plasticart ·
Playart ·
Pocher ·
Poliguri ·
Polistil ·
Politoys ·
Portegies ·
Premium Classixxs ·
Racing Champions ·
Radon ·
Rainbow Toys ·
R.A.M.I. ·
Realtoy ·
Real-X ·
Redbox ·
REI ·
Replicars ·
Retro 43 ·
Revell ·
Rietze ·
Rivarossi ·
Road Signature ·
Roco ·
Ros ·
RW Modell ·
Sablon ·
Safir ·
Schabak ·
Schuco ·
SEBA ·
Septoy ·
Shelby Collectables ·
SIKU ·
Směr ·
Solido ·
Spark ·
Speedy ·
Summer ·
Tamiya ·
Tantal ·
Tekno ·
Tematoys ·
Tin Toys ·
Tomica ·
Tonka ·
Tootsietoy ·
Tuf Tots ·
Universal Hobbies ·
Valvoline ·
Vemi ·
Welly ·
Wiking ·
Winner ·
Wörlein ·
WSI ·
X-concepts ·
Yatming ·
Yaxon ·
Yow Modellini ·
Zee toys ·
Zylmex